# Кубок наследного принца Саудовской Аравии по футболу 2013/2014
Кубок наследного принца 2013/14 — 39-й розыгрыш Кубка наследного принца Саудовской Аравии по футболу.

## Первый раунд
| Дата       | Хозяева     | Счёт                           | Гости       |
| ---------- | ----------- | ------------------------------ | ----------- |
| 25.11.2013 | Аль-Кавкаб  | 0:2                            | Аль-Вахда   |
| 25.11.2013 | Аль-Кадисия | 4:2                            | Хаджер      |
| 2.12.2013  | Аль-Халидж  | 1:1 (доп.вр. 1:1; по пен. 4:3) | Аль-Нахда   |
| 2.12.2013  | Аль-Джил    | 3:4                            | Наджран     |
| 2.12.2013  | Аль-Оруба   | 1:0                            | Охуд        |
| 2.12.2013  | Аль-Ансар   | 0:3                            | Аль-Фейсали |
| 2.12.2013  | Аль-Шабаб   | 3:1                            | Аль-Батен   |
| 3.12.2013  | Аль-Шола    | 3:2                            | Эр-Рияд     |
| 3.12.2013  | Аль-Раед    | 2:0                            | Хоттайн     |
| 3.12.2013  | Аль-Таи     | 2:2 (доп.вр. 0:1)              | Аль-Фатех   |
| 3.12.2013  | Абха        | 0:0 (доп.вр. 0:1)              | Аль-Ахли    |
| 3.12.2013  | Аль-Ватани  | 0:2                            | Аль-Иттифак |
| 3.12.2013  | Эд-Диръия   | 0:2                            | Аль-Таавун  |
| 3.12.2013  | Аль-Иттихад | 3:1                            | Аль-Хазм    |

## Второй раунд
| Дата       | Хозяева     | Счёт              | Гости       |
| ---------- | ----------- | ----------------- | ----------- |
| 10.12.2013 | Аль-Наср    | 3:0               | Наджран     |
| 10.12.2013 | Аль-Таавун  | 3:2               | Аль-Фейсали |
| 10.12.2013 | Аль-Ахли    | 4:1               | Аль-Оруба   |
| 10.12.2013 | Аль-Фатех   | 3:2               | Аль-Иттифак |
| 10.12.2013 | Аль-Иттихад | 2:2 (по пен. 3:4) | Аль-Халидж  |
| 10.12.2013 | Аль-Кадисия | 1:2               | Аль-Шабаб   |
| 10.12.2013 | Аль-Хиляль  | 4:1               | Аль-Шола    |
| 16.12.2013 | Аль-Раед    | 1:0               | Аль-Вахда   |

## 1/4 финала
| Дата       | Хозяева    | Счёт | Гости      |
| ---------- | ---------- | ---- | ---------- |
| 23.12.2013 | Аль-Раед   | 0:1  | Аль-Хиляль |
| 23.12.2013 | Аль-Ахли   | 0:2  | Аль-Фатех  |
| 24.12.2013 | Аль-Шабаб  | 3:1  | Аль-Таавун |
| 24.12.2013 | Аль-Халидж | 1:3  | Аль-Наср   |

## 1/2 финала
| Дата      | Хозяева   | Счёт              | Гости      |
| --------- | --------- | ----------------- | ---------- |
| 21.1.2014 | Аль-Фатех | 0:2               | Аль-Хиляль |
| 21.1.2014 | Аль-Наср  | 0:0 (доп. вр 1:0) | Аль-Шабаб  |

## Финал
| Дата     | Хозяева    | Счёт | Гости    |
| -------- | ---------- | ---- | -------- |
| 1.2.2014 | Аль-Хиляль | 1:2  | Аль-Наср |